# Yves Marre

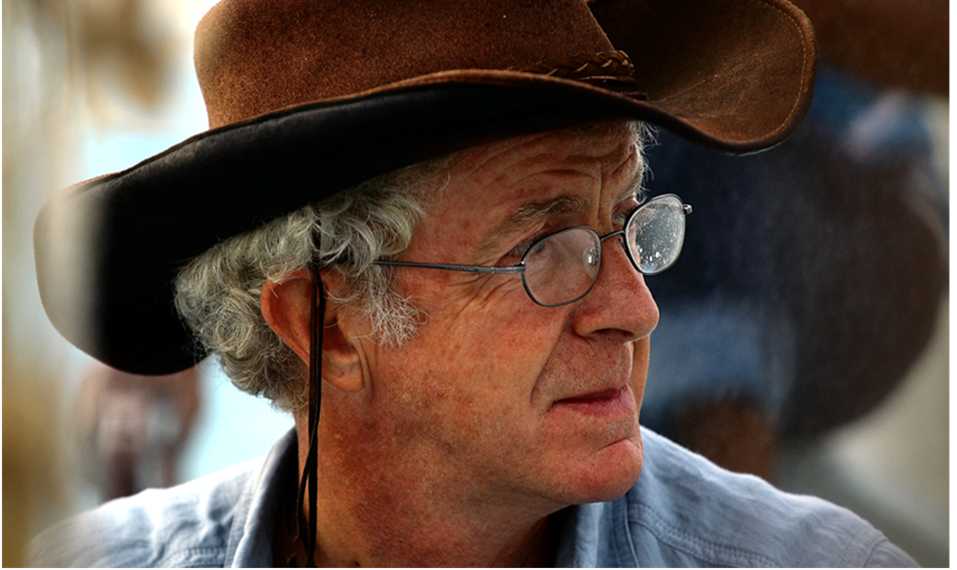
Yves Marre en août 2013.

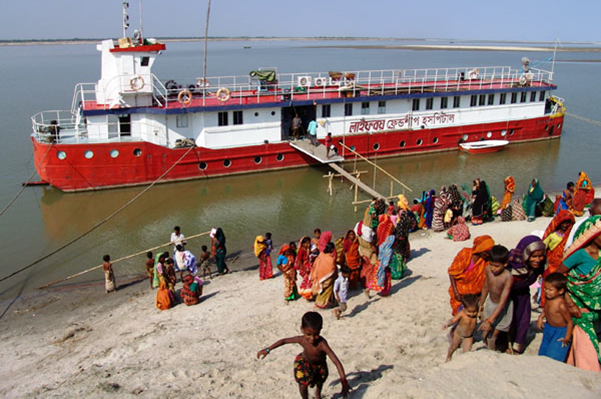
La péniche hôpital d'Yves Marre

Yves Marre, né à Toulouse, en 1951, est un entrepreneur, inventeur et aventurier français, cofondateur de l'ONG Friendship (en) au Bangladesh, de l'association Watever en France et créateur du chantier naval TaraTari au Bangladesh.

## Étude
Boursier de l’Armée de l’air à 17 ans, il obtient un diplôme de pilote privé d’avion à 18 ans. De 1973 à 1996, il fait carrière au sein de la compagnie Air France, en tant que Personnel navigant commercial. En parallèle, il mène différents projets comme pilote et navigateur. Ainsi, pour Aviation sans frontières (ASF), il dirige des missions humanitaires comme copilote et logisticien en Centrafrique et instructeur d'hydravion léger en Amazonie colombienne. Instructeur vol libre, pilote d'ULM, concepteur et pilote d’essais du Propulsar, parapente motorisé de son invention, avec lequel il traverse la Manche, il traverse de même l’Atlantique sur sa péniche fluviale de Paris à Miami en 1987.
En 1992, il assiste Gérard Feldzer dans ses essais du ballon dirigeable à pédale avec lequel Nicolas Hulot et Gérard Feldzer,, alors Directeur du Musée de l'air et de l'espace, tenteront, en vain, une traversée de l’Atlantique.
Il lance en 1993 le projet Une Péniche Hôpital pour le Bangladesh et fonde la première association Friendship, en France, à laquelle le gouvernement français attribue une péniche de 38,5 m par l'intermédiaire de la CFT (Compagnie Fluviale de Transport), accessoirement avec l'aide du Rotary Club de Golf de Fos. L'année suivante la péniche fluviale Friendship est convoyé entre la France et le Bangladesh. 

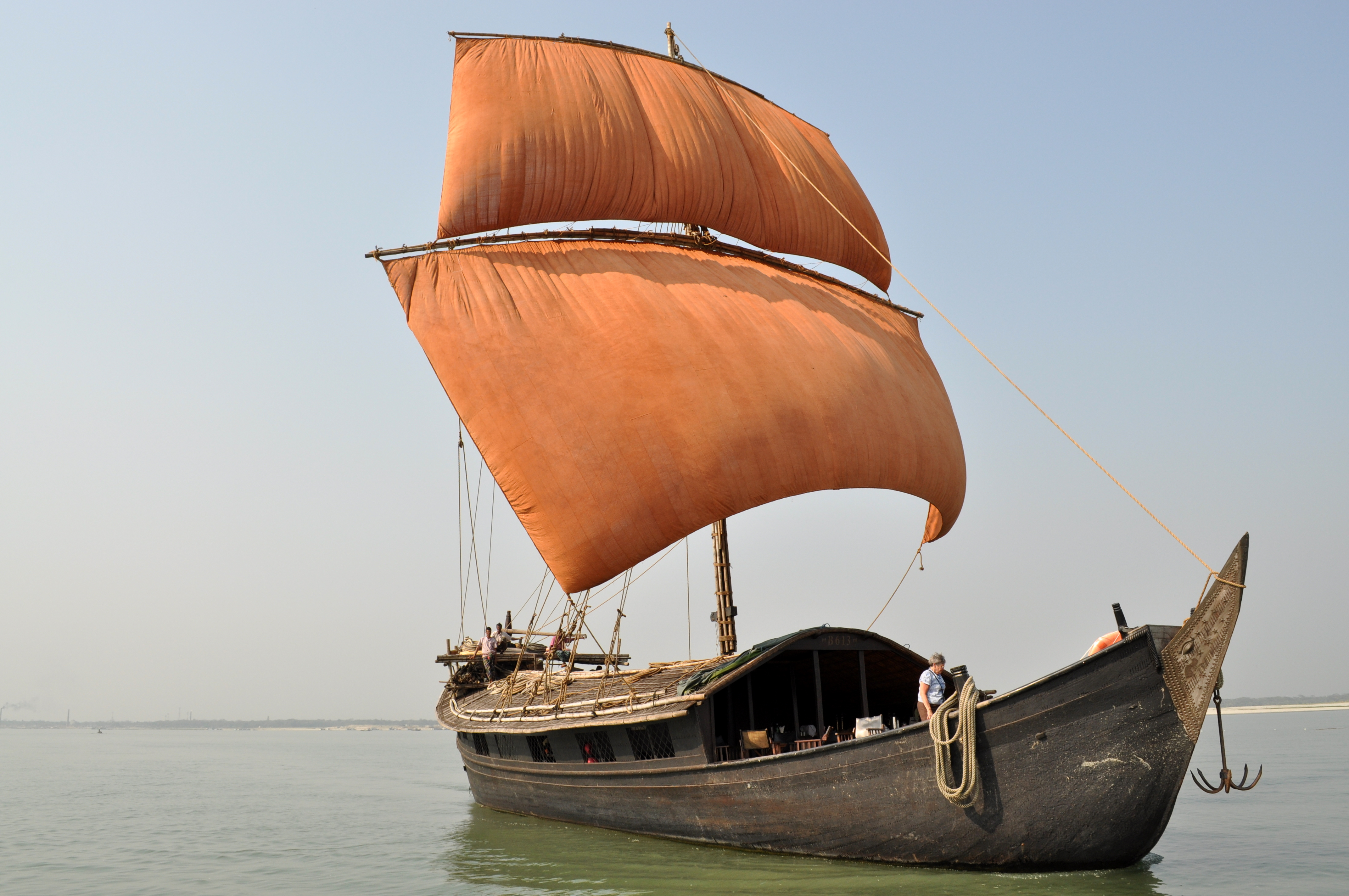
Le B613.

Il cofonde en 1997 Contic Cruises avec son épouse, Runa Khan Marre, entreprise de tourisme fluvial et lance le plus grand voilier traditionnel du Bangladesh : le B613.
En 1998, il cofonde l'ONG Friendship (en) avec Runa Khan Marre, ONG Bangladaise puis crée en 2004 le chantier naval TaraTari Shipyard Ltd.
Commissaire de l’exposition « Les Voiles anciennes du Bangladesh » de l'ONG Association Friendship au Musée national de la Marine de Paris et de Brest (2008), puis en 2010 au Port-musée de Douarnenez, il cofonde cette année-là l’association Watever avec Marc Van Peteghem du cabinet d'architecture navale VPLP, Alain Connan et Gérald Similowski (cofondateur d'Aviation sans frontières).
Chef de projet pour le département d'archéologie du ministère de la culture du Bangladesh pour l’excavation d’une épave ancienne (2013) sur la plage de Kuakata (en)(Sud du Bangladesh), il cofonde en 2014 la Maritime Security & Rescue Society (M.S.R.S.), la société de sauvetage en mer du Bangladesh, avec l'Amiral Taher et l'Amiral K.S. Hussain.
Le 8 octobre 2014 sort son premier ouvrage : Navigateur Solidaire, aux éditions Isabelle Le Goff

## Publications
- Sur le Coffre de l’homme mort, coauteur, édition Elocoquent[15]
- La Paix niche sur l'Atlantique, Revue Fluvial[16]
- Navigateur Solidaire, édition Isabelle Le Goff[14],[17]

## Reportages
- Les Héros de la Nature, Vue du Ciel – Yann Arthus Bertrand[18]
- Le pays qui disparaît, Sept à Huit - TF1 - E.Pakosz/V. Reynaud[19]
- Le toit du monde nous fond sur la tête, France 5 - Romain Clément[20]
- L’Empreinte du Tigre, Ushuaïa – Nicolas Hulot[21]
- Escale au Bangladesh, Thalassa[22]

## Distinctions
- En 2008 : Lauréat des Trophées du Sénat de la présence Française à l’étranger[23].
- En 2012 : Prix du rayonnement humanitaire français[24].
- En 2013 : Attribution du passeport Bangladais et de la double nationalité (à l'initiative du Premier Ministre)
- En 2015 : Lauréat du prix Eric Tabarly Meilleur livre de mer pour son ouvrage Navigateur Solidaire[25]